# Klaus-Jürgen Melullis
Klaus-Jürgen Melullis (* 15. März 1944 in Königsberg (Preußen)) ist ein deutscher Rechtswissenschaftler und ehemaliger Richter am Bundesgerichtshof (BGH).

## Leben
Ab 1953 lebte Melullis in Hamburg. Melullis schloss 1971 die Ausbildung zum Juristen mit dem Zweiten Staatsexamen ab. Er war anschließend an der Universität Hamburg zunächst als wissenschaftliche Hilfskraft und dann als wissenschaftlicher Assistent tätig. Er promovierte dort in dieser Zeit zum Thema Das Verhältnis von Geschäftsführung ohne Auftrag und ungerechtfertigter Bereicherung. 1972 wurde er Gerichtsassessor in Hamburg und 1974 Richter am Landgericht Hamburg. An dem Landgericht gehörte er einer für das Wettbewerbsrecht zuständigen Kammer an und begann in der Zeit ein Handbuch zur Prozesspraxis des Wettbewerbsrechtes zu verfassen. 1981 wurde er zunächst an das Oberverwaltungsgericht Hamburg abgeordnet und anschließend 1982 zum Richter am Oberverwaltungsgericht ernannt. 1990 wurde er dann Richter im X. Zivilsenat des Bundesgerichtshofes. Ab 1991 war er zusätzlich Mitglied des unter erhöhtem Arbeitsaufwand leidenden IX. Zivilsenats des Bundesgerichtshofes. 2001 wurde er der Vorsitzende des X. Zivilsenates, den er langjährig auch im Großen Senat für Zivilsachen vertrat. 1993 gehörte er auch dem Kartellsenat des BGH an. Melullis war als Mitglied im Richterrat an der Selbstverwaltung des Gerichtshofes beteiligt und Mitglied einer Kommission zur Weiterentwicklung des elektronischen Rechtsverkehrs. Seit dem 1. April 2009 befindet er sich im Ruhestand. Nachfolger als Vorsitzender Richter des X. Senates wurde Uwe Scharen.
Im Laufe seiner Tätigkeit am Bundesgerichtshof nahm er maßgeblich Einfluss auf die höchstrichterliche Rechtsprechung zum Patent-
und Vergaberecht. Er verfasste zahlreiche grundlegende Urteile zu diesen Rechtsbereichen. Mit seinem letzten, wegweisenden Beschluss zum Patentrecht „Steuerungseinrichtung für Untersuchungsmodalitäten“ bekräftigte er nochmals die endgültige Abkehr von der Kerntheorie und der Betonung der technischen Problemlösung, außerhalb der Sammlung, Speicherung, Auswertung und Verwendung von Daten, als Patentierungserfordernis. Auch während seiner Tätigkeit im Kartellsenat war er an der kartellrechtlichen Rechtsprechung dieses Senates in wesentlicher Rolle beteiligt.
Neben seiner Tätigkeit als Richter befasste er sich auch wissenschaftlich mit dem Recht. So ist er Mitautor von Werken zu dem deutschen Patent- und Gebrauchsmusterrecht sowie zu dem Europäischen Patentübereinkommen. Nach seinem Ausscheiden aus dem richterlichen Dienst leitet er, seit Juli 2010 als Honorarprofessor, an dem Karlsruher Institut für Technologie eine Forschungsstelle im Bereich Patentrecht.